# Osterholzer Geest

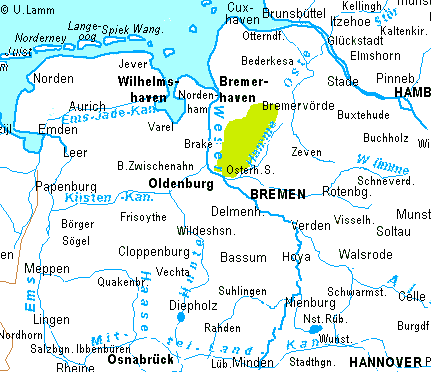
Lage der Osterholzer Geest

Topografische Karte der Osterholzer Geest

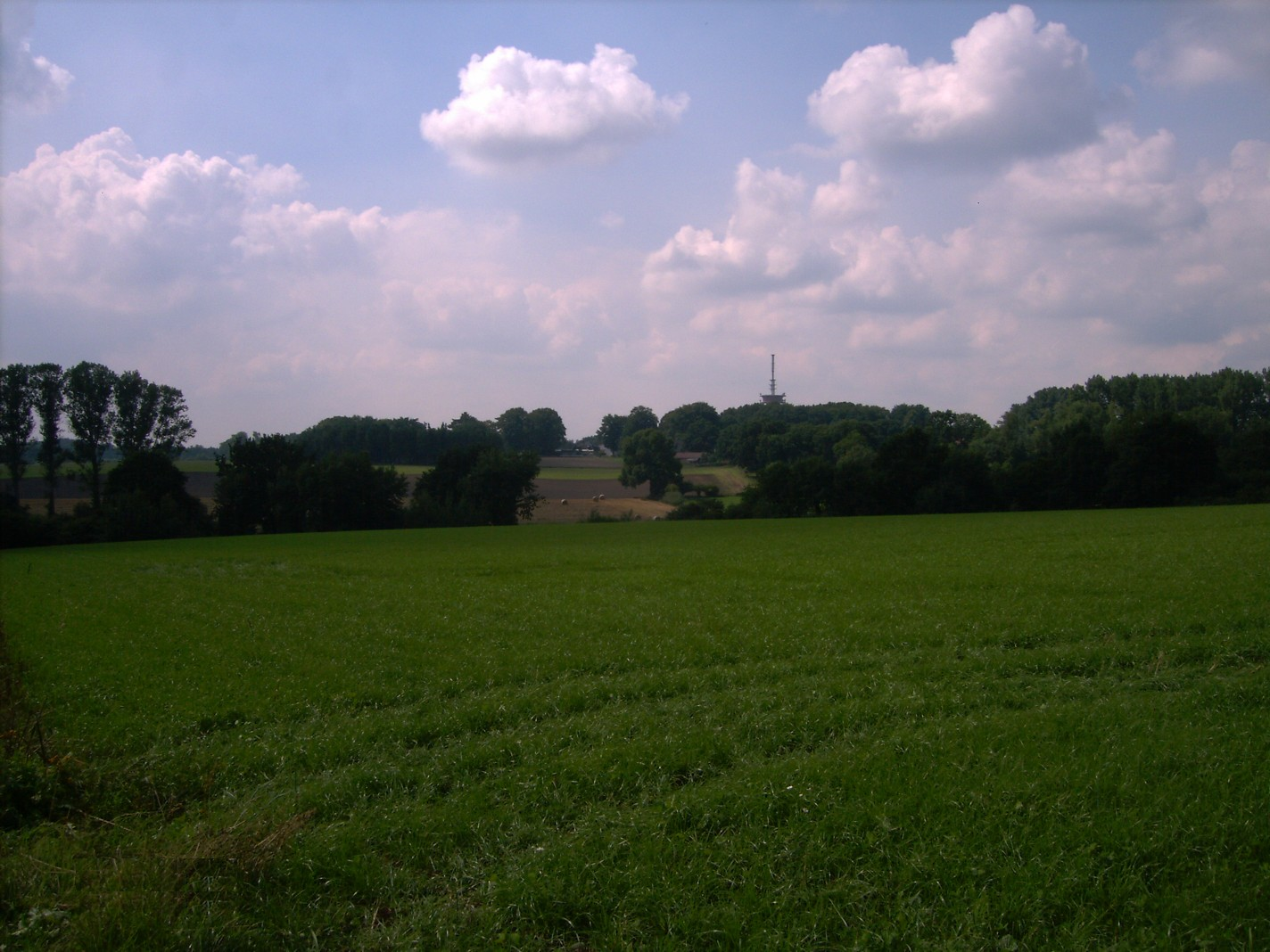
Osterholzer Geest bei Wallhöfen

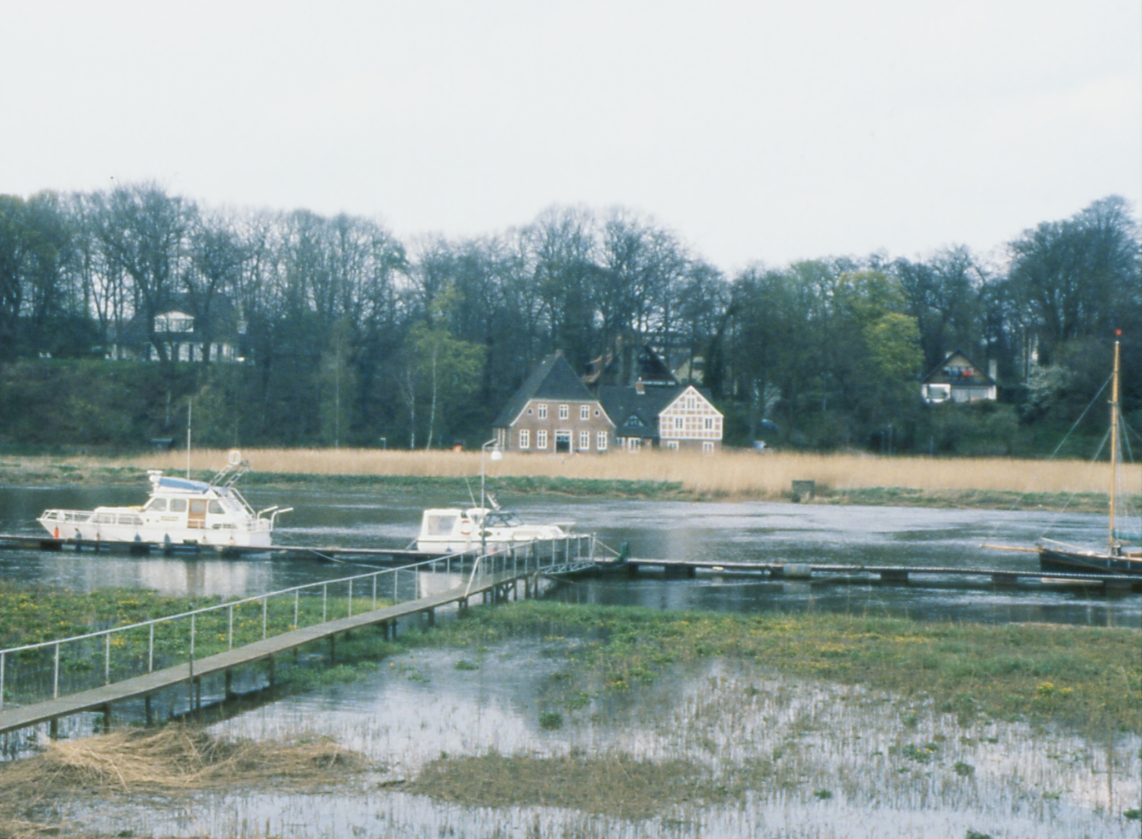
Hohes Ufer der Lesum

Die Osterholzer Geest ist ein welliges, sandiges Moränengebiet zwischen den Städten Bremen, Bremerhaven und Bremervörde.

## Geografie
Die Osterholzer Geest bildet den südlichen Teil der Wesermünder Geest.
Im Westen grenzt sie an das Osterstade genannte Marschland am Ostufer der Unterweser und im Osten an die Hammeniederung mit dem Teufelsmoor. Im Norden geht sie in die von Niederungen durchbrochenen Geestrücken zwischen der Küstenmarsch Land Wursten und der Oste über, der den nördlichen Teil der Wesermünder Geest bildet. Im Süden reicht sie als Hochufer bis an die Flüsse Weser und Lesum. Dieser scharfe Geestrand setzt sich nordostwärts durch die Gemeinde Ritterhude und die Kreisstadt Osterholz-Scharmbeck bis in die Gegend von Bremervörde fort. Dort berührt die Osterholzer Geest bei Karlshöfen die Zevener Geest. Das Joch, das diese beiden Geestrücken an dieser Stelle bilden, geht auf ein saaleeiszeitliches Gletschertor zurück und stellt das nördliche Ende des  Hamme-Urstromtals dar, in dessen Niederungen sich das Teufelsmoor gebildet hat.
Der nördliche und westliche Geestrand sind dagegen flach und gehen im Nordwesten in der Gegend von Bremerhaven in die Beverstedter Moorgeest über.
Die höchste Höhe über dem Meeresspiegel wird mit 48 m auf der Langen Heide zwischen Osterholz-Scharmbeck und Garlstedt erreicht.

## Verwaltung
Der größere Teil der Landschaft gehört zum Landkreis Osterholz, der Norden zum Landkreis Cuxhaven und Landkreis Rotenburg (Wümme), der Südwesten zum stadtbremischen Bremen-Nord. Das Geestgebiet zwischen Bremen-Nord und dem Landkreis Osterholz wird auch als Bremer Schweiz bezeichnet.

## Besiedlung und Vegetation
Im Süden der Osterholzer Geest erstreckt sich ein aus Schwanewede, Bremen-Nord, Ritterhude und Osterholz-Scharmbeck bestehendes Siedlungsband. Der Rest ist dünn besiedelt. Etwa die Hälfte besteht aus Ackerfläche, fast ein Drittel ist mit Wald bedeckt, überwiegend Nadelwald. Ein Teil des Waldgebietes bei Garlstedt und Schwanewede ist aus Gründen militärischer Nutzung nicht öffentlich zugänglich.

## Kulturdenkmäler
Im Sommer 1982 wurde in Stadt und Kreis Osterholz-Scharmbeck eine umfassende Bestandsaufnahme durch eine Arbeitsgruppe für Denkmalpflege durchgeführt. Bekannt war, dass (im Vergleich zum 19. Jahrhundert) eine große Anzahl von Fundstätten, vor allem durch die fortschreitende Besiedelung des Raumes, bereits als zerstört gelten mussten.
Es sollte eine Überprüfung der Erfassungen des ehemaligen Kreisheimatpflegers H. Fitschen, der archäologischen Landesaufnahme von H. J. Killmann (ehemaliges Dezernat Boden-Denkmalpflege im Verwaltungsamt) und der jahrelangen Beobachtung von K. P. Schultz (Leiter des Kreisheimatmuseums Osterholz) erfolgen, um Klarheit über den tatsächlichen Bestand und dessen Zustand zu gewinnen. Demnach befanden sich 1982 auf dem Kreis- und Stadtgebiet folgende oberirdischen sichtbaren Denkmäler:
- 9	Großsteingräber
  - Großsteingrab Osterholz-Scharmbeck
  - Hünensteine bei Axstedt
  - Steinkammer bei Meyenburg
- 361	Grabhügel (z. B. in der Neegenbargsheide nördlich von Schwanewede und bei Oldenbüttel)
- 8	Befestigungen
- 249 	Wurten
- 4 	Schalensteine
- 12	sonstige Objekte
  - Umwelt- und Vorgeschichtsweg „Seemoor“ bei Steden

Alle neun Großsteingräber befinden sich auf der Osterholzer Geest. Anhand der zahlreichen charakteristischen Keramikfunde in diesen Anlagen bezeichnet man diese vorgeschichtliche Phase als Trichterbecherkultur.